# Насибов, Николай Михайлович
Николай Михайлович Насибов (род. 17 июня 1975, Москва , СССР) — российский художник, абстракционист.

## Биография
Николай Насибов родился 17 июня 1975 года в Москве в спортивной семье, дед- легендарный советский жокей Николай Насибов, родители выпускники Института Физкультуры, отец Михаил Насибов был врачом-физиотерапевтом сборной России по футболу и ЦСКА. Мать Насибова Алла — экономист в Национальном фонде спорта.
До 20 лет Николай был профессиональным футболистом в клубе «Локомотив». Входил в состав молодежной и олимпийской сборной страны. Получив ряд травм, с футболом вынужден был закончить.
По окончании спортивной карьеры начал работать в Национальном фонде спорта. В 1996 году окончил Московскую государственную академию физической культуры. В 2000 году поступил в Московский государственный строительный университет (МГСУ). Обучаясь на заочном отделении, занимался частным бизнесом. В 2003 году учредил и возглавил компанию ANILIN GROUP по проектированию и строительству объектов ипподромной индустрии. В активе компании: реконструкция скакового ипподрома в г. Нальчик, проектирование и строительство скакового ипподрома в городе Гудермес по личному заказу Р. А. Кадырова, проектирование Центрального московского ипподрома по заказу ГК «Ренова» и Международного скакового ипподрома в г. Грозный.
В период с 2012 по 2013годы работал в НК «Роснефть» в должности заместителя начальника департамента информации и рекламы .
В период с 2013 по 2015 годы работал советником Генерального директора ОАО «Росипподромы» по направлению модернизации объектов ипподромной отрасли и взаимодействию с органами государственной власти. В связи с расхождениями во взглядах с руководством на перспективы развития компании, вынужден был уйти из компании.

## Выставки
Работы Николая Насибова находятся в частных коллекциях в России и за рубежом.
- 2019 — участие в групповой выставке «Философия Канона» в Московском Союзе Художников, Москва
- 2018 — персональная выставка «Обо всём…». Галерея SM-ART, Москва.[2]
- 2018 — персональная выставка «Размышления о жизни». Галерея SM-ART, Москва.[3]
- 2018 — персональная выставка «Год жизни». Галерея SM-ART, Москва.[4]
- 2017 — персональная выставка «Маски»,Центральный дом художника, Москва.
- 2017 — участие в групповой выставке «Мысли на холсте» в рамках экспозиции «Альтер Эго», Центральный дом художника, Москва.